# Mille Miglia 1940

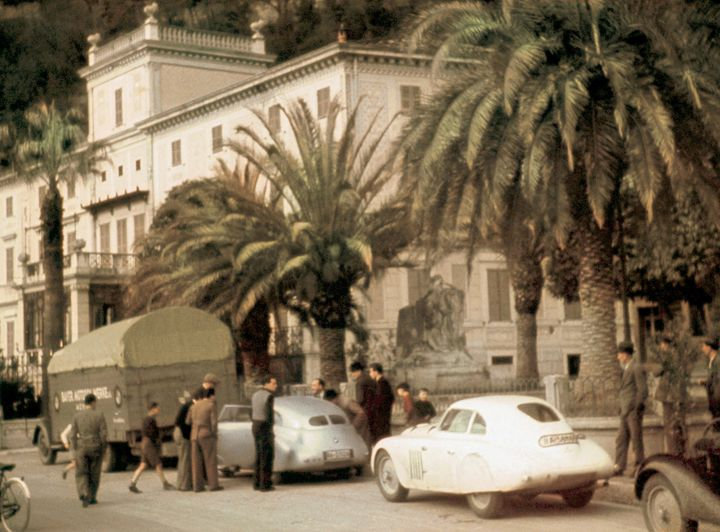
La BMW 328 berlinetta Touring vainqueur de la course autour du lac de Garda en Italie

Les Mille Miglia 1940 est la 13e édition de la course automobile annuelle organisée par les jeunes comtes Aymo Maggi et Franco Mazzotti. Elle a eu lieu le 28 avril 1940 sur une boucle Brescia-Mantoue-Crémone-Brescia effectuée à neuf reprises pour un total de 1 491,858 km.

## Classement de la course
| Pos.  | no | Pilote                                       | Voiture                                          | Écurie                       | Temps              | Catégorie |
| ----- | -- | -------------------------------------------- | ------------------------------------------------ | ---------------------------- | ------------------ | --------- |
| 1     | 70 | Huschke von Hanstein Walter Bäumer           | BMW 328 berlinetta Touring                       | BMW Werke                    | 8 h 54 min 46 s 6  | 2.0       |
| 2     | 84 | Giuseppe Farina Paride Mambelli              | Alfa Romeo 6C 2500 SS Spider Touring             |                              | 9 h 10 min 16 s 4  | 3.0       |
| 3     | 74 | Adolf Brudes Ralph Roese                     | BMW 328 spider                                   | BMW Werke                    | 9 h 13 min 27 s 6  | 2.0       |
| 4     | 79 | Clemente Biondetti Aldo Stefani              | Alfa Romeo 6C 2500 SS Spider Touring             |                              | 9 h 13 min 37 s 4  | 3.0       |
| 5     | 72 | Willi Briem Uli Richter                      | BMW 328 spider                                   |                              | 9 h 16 min 8 s 8   | 2.0       |
| 6     | 71 | Fritz Wencher Rudolf Scholtz                 | BMW 328 spider                                   |                              | 9 h 17 min 15 s 8  | 2.0       |
| 7     | 82 | Carlo Maria Pintacuda Consalvo Sanesi        | Alfa Romeo 6C 2500 SS Spider Touring             |                              | 9 h 25 min 47 s 4  | 3.0       |
| 8     | 76 | Carlo Felice Trossi Ascanio Lucchi           | Alfa Romeo 6C 2500 SS Berlinetta Touring         |                              | 9 h 36 min 55 s 6  | 3.0       |
| 9     | 46 | Emilio Fioruzzi Adelmo Sola                  | Stanguellini SN1100 hardtop Torricelli           |                              | 11 h 11 min 47 s 2 | 1.1       |
| 10    | 36 | Franco Bertani Massimo Lasagni               | Stanguellini SN1100 spider Torricelli            | Franco Bertani               | 11 h 16 min 44 s 2 | 1.1       |
| 11    | 43 | L. Marangoni G. Moscatelli                   | Fiat 1100 MM                                     |                              | 11 h 29 min 7 s 2  | 1.1       |
| 12    | 18 | Mario Venturelli Ceroni                      | Stanguellini SN750 testa Siata spider Torricelli |                              | 11 h 34 min 52 s 4 | 750       |
| 13    | 40 | Gino Zordan F. Crivellari                    | Fiat                                             |                              | 11 h 44 min 29 s 0 | 1.1       |
| 14    | 7  | Oreste Cortesi Giannino Parravicini          | Stanguellini SN750 testa Siata spider Torricelli |                              | 11 h 44 min 56 s 0 | 750       |
| 15    | 48 | Rocco Lanzini Aldo Bassi                     | Fiat Siata 1100 MM berlinetta                    |                              | 11 h 45 min 30 s 2 | 1.1       |
| 16    | 42 | Arialdo Ruggeri Danzi                        | Fiat Siata 1100 MM berlinetta Viotti             |                              | 11 h 53 min 24 s 2 | 1.1       |
| 17    | 35 | Giuseppe Rossi Giuliani                      | Fiat 1100                                        |                              | 11 h 57 min 45 s 0 | 1.1       |
| 18    | 22 | Leonardo Quadri Mario Sertorio               | Fiat 500                                         |                              | 12 h 2 min 29 s 6  | 750       |
| 19    | 31 | A. Facchetti D. Capelletto                   | Fiat 1100 MM                                     |                              | 12 h 9 min 20 s 8  | 1.1       |
| 20    | 11 | A. Franco A.Civetta                          | Fiat 500                                         |                              | 12 h 22 min 19 s 8 | 750       |
| 21    | 2  | Alberto Filippi P. Morini                    | Fiat 500                                         |                              | 12 h 46 min 7 s 4  | 750       |
| 22    | 4  | Enzo Bortolon Gino Monaco                    | Fiat 500                                         |                              | 12 h 47 min 5 s 6  | 750       |
| 23    | 14 | Giampiero Bianchetti Spotti                  | Fiat 500                                         |                              | 12 h 56 min 16 s 0 | 750       |
| 24    | 80 | A. Chiodi L. De Zorzi                        | Alfa Romeo 6C 2500 SS Spider Touring             |                              | 9 h 54 min 49 s 2  | 3.0       |
| 25    | 56 | G. D'Ambrosio Guerrini                       | Lancia Aprilia spider                            |                              | 10 h 27 min 35 s 2 | 1.5       |
| 26    | 64 | Giuseppe Ruggero Würzburger                  | Stanguellini SN1500                              |                              | 10 h 32 min 7 s 8  | 1.5       |
| 27    | 63 | Dino Bassi Furielli                          | Lancia Aprilia                                   |                              | 10 h 35 min 2 s 0  | 1.5       |
| 28    | 51 | Luciano Clocchiatti Aldo Clocchiatti         | Fiat                                             |                              | 10 h 39 min 50 s 8 | 1.1       |
| 29    | 37 | Enrico Adanti Baccarini                      | Fiat 1100                                        |                              | 10 h 52 min 20 s 6 | 1.1       |
| 30    | 32 | Vittorio Pierini A. Bosi                     | Fiat 1100 MM berlinetta                          |                              | 11 h 3 min 27 s 2  | 1.1       |
| 31    | 47 | Aldo Monticello A. Zanella                   | Fiat                                             |                              | 11 h 11 min 8 s 0  | 1.1       |
| 32    | 45 | Pellini Ghelfi                               | Fiat                                             |                              | 11 h 11 min 16 s 0 | 1.1       |
| 33    | 44 | A. Priario Tansa                             | Fiat Siata 1100 berlinetta Viotti                |                              | 11 h 34 min 36 s 0 | 1.1       |
| 34    | 29 | Mario Lietti Tettamanti                      | Fiat 1100 MM berlinetta Savio                    |                              | 12 h 5 min 51 s 0  | 1.1       |
| 35    | 87 | Filippo Tassara Piero Facetti                | Alfa Romeo 6C 2500 SS                            |                              | 8 h 47 min 1 s 0   | 3.0       |
| 36    | 85 | Giovanna Maria Cornaggia Medici B. Gavazzoni | Alfa Romeo 6C 2500 SS Touring                    |                              | 8 h 50 min 57 s 4  | 3.0       |
| 37    | 57 | M. Proto Fiore                               | Lancia Aprilia                                   |                              | 9 h 57 min 40 s 0  | 1.5       |
| 38    | 25 | F. Meomartini F.Gatti                        | Fiat 500                                         |                              | 12 h 9 min 51 s 8  | 750       |
| 39    | 16 | Gracco D. Pulidori                           | Fiat Siata 500 spider                            |                              | 12 h 6 min 33 s 8  | 750       |
| 40    | 23 | G. Pfau Guglielmo Carraroli (de)             | Fiat 500                                         |                              | 13 h 22 min 55 s 0 | 750       |
| Abd.  | 1  | S. Carnevalli Faccanoni                      | Fiat 500                                         |                              |                    | 750       |
| Abd.  | 6  | Carlo Francesconi F. Maestri                 | Fiat 500                                         |                              |                    | 750       |
| Abd.  | 8  | Rinaldo Bossini Foschetti                    | Fiat 500                                         |                              |                    | 750       |
| Abd.  | 9  | Rino Ferniani F. Lama                        | Fiat Siata 500                                   |                              |                    | 750       |
| Abd.  | 10 | Oscar Pasquini Walter Pasquini               | Fiat 500                                         |                              |                    | 750       |
| Abd.  | 15 | E.Broglia G. Crivelli                        | Fiat 500                                         |                              |                    | 750       |
| Abd.  | 19 | Anselmo Capra Selva                          | Fiat 500                                         |                              |                    | 750       |
| Abd.  | 20 | C.Fumagalli G. Castiglioni                   | Fiat 500                                         |                              |                    | 750       |
| Abd.  | 24 | Porto Flip Philippe De Massa                 | Fiat 500                                         |                              |                    | 750       |
| Abd.  | 27 | Goriup E. Schoss                             | Fiat                                             |                              |                    | 1.1       |
| Abd.  | 28 | Bonezzi A. Arancio                           | Fiat 1100 MM                                     |                              |                    | 1.1       |
| Abd.  | 33 | Giuseppe Gilera Zacchini                     | Fiat 1100 MM berlinetta Savio                    |                              |                    | 1.1       |
| Abd.  | 34 | Alberto Comirato Lia Comirato Dumas          | Fiat-Comirato 1100                               |                              |                    | 1.1       |
| Abd.  | 38 | Sette Nani                                   | Fiat 1100 spider aerodinamica                    |                              |                    | 1.1       |
| Abd.  | 39 | Enrico Beltracchini Giovanni Corradi         | Fiat                                             |                              |                    | 1.1       |
| Abd.  | 41 | Giacomo Palmieri Gino Bronzoni               | Fiat Siata 1100 berlinetta Viotti                |                              |                    | 1.1       |
| Abd.  | 49 | A. Donati Massimiani                         | Fiat Siata 1100                                  |                              |                    | 1.1       |
| Abd.  | 50 | Alfonso Catanese A.Bogani                    | Fiat                                             |                              |                    | 1.1       |
| Abd.  | 54 | Gualtiero Arfelli Ilario Bandini             | Fiat 508S 1100                                   |                              |                    | 1.1       |
| Abd.  | 55 | Pasquale Placido Celasco                     | Lancia Aprilia                                   |                              |                    | 1.5       |
| Abd.  | 58 | Vai Pinco                                    | Lancia Aprilia                                   |                              |                    | 1.5       |
| Abd.  | 59 | Guido De Martino Disma Re                    | Lancia Aprilia                                   |                              |                    | 1.5       |
| Abd.  | 60 | Angelo Marelli A. Varallo                    | Lancia Aprilia                                   |                              |                    | 1.5       |
| Abd.  | 61 | F. Bosco Balina                              | Lancia Aprilia                                   |                              |                    | 1.5       |
| Abd.  | 62 | Viorbi Paolo Villa                           | Lancia Aprilia                                   |                              |                    | 1.5       |
| Abd.  | 65 | Lotario Rangoni Enrico Nardi                 | Auto Avio Costruzioni 815 spider Touring         | Lotario Rangoni Macchiavelli |                    | 1.5       |
| Abd.  | 66 | Alberto Ascari Giovanni Minozzi              | Auto Avio Costruzioni 815 spider Touring         | Alberto Ascari               |                    | 1.5       |
| Abd.  | 67 | Leoncini Giovanni Battista Guidotti          | Lancia Aprilia berlinetta aerodynamica           |                              |                    | 1.5       |
| Abd.  | 68 | Ariano Corrado Forti                         | Lancia Aprilia                                   |                              |                    | 1.5       |
| Abd.  | 69 | Giovanni Bracco Vittorio Casalegno           | Lancia Aprilia                                   |                              |                    | 1.5       |
| Abd.  | 73 | Giovanni Lurani (en) Franco Cortese          | BMW 328 berlinetta                               |                              |                    | 2.0       |
| Abd.  | 77 | Piero Taruffi Luigi Chinetti                 | Delage D6-3L                                     | Écurie Walter Watney         |                    | 3.0       |
| Abd.  | 81 | Piero Dusio R. Boninsegni                    | Alfa Romeo 6C 2500 SS Spider                     |                              |                    | 3.0       |
| Abd.  | 83 | G. Canestrini Guido Cattaneo                 | Alfa Romeo 6C 2500 SS                            |                              |                    | 3.0       |
| Abd.  | 86 | Gianfranco Comotti Archimede Rosa            | Delage D6-3L                                     | Écurie Walter Watney         |                    | 3.0       |
| Np.   | 3  | Cioci Pietro Ghersi                          | Fiat 500                                         |                              |                    | 750       |
| Np.   | 5  | M.Grassi                                     | Fiat 500                                         |                              |                    | 750       |
| Np.   | 21 | Renato Donati Alberto Garzi                  | Fiat 500 spider                                  |                              |                    | 750       |
| Np.   | 30 | Enzo Crotti Montorsi                         | Stanguellini SN1100 spider Touring               | Enzo Crotti                  |                    | 1.1       |
| Np.   | 52 | Angelo Della Cella Maria Antonietta Avanzo   | Fiat 1100                                        |                              |                    | 1.1       |
| Np.   | 75 | Luigi Villoresi                              | Lancia Astura spider                             |                              |                    | 3.0       |
| Np.   | 78 | Ercole Boratto                               | Alfa Romeo 6C 2500 SS Berlinetta Touring         |                              |                    | 3.0       |
| Np.   | 88 | Emilio Romano                                | Alfa Romeo 6C 2500 SS                            |                              |                    | 3.0       |
| Forf. | ?  | Inconnu                                      | Fiat 2800                                        |                              |                    | 3.0       |
| Forf. | 12 | Trentanove Manni                             | Fiat 2800                                        |                              |                    | 750       |
| Forf. | 13 | Inconnu                                      | Fiat 500                                         |                              |                    | 750       |
| Forf. | 17 | Inconnu                                      | Fiat                                             |                              |                    | 750       |
| Forf. | 26 | Harry Herkuleyns                             | MG                                               |                              |                    | 750       |
| Forf. | 53 | Fioravante Zanussi                           | Fiat                                             |                              |                    | 1.1       |